# Afikpo South
Afikpo South è una delle tredici aree a governo locale (local government areas) in cui è suddiviso lo stato di Ebonyi, nella Repubblica Federale della Nigeria.
Si estende su una superficie di 378 km² e conta una popolazione di 157.072 abitanti.